# Ben Choud
Ben Choud là một đô thị thuộc tỉnh Boumerdès, Algérie. Dân số thời điểm năm 2002 là 8.853 người.